# غرابوفسي (كونييتش)
غرابوفسي (بالسيريلية Грабовци) هي قرية في البوسنة والهرسك. وهي تقع في بلدية كونييتش التابعة لكانتون الهرسك-نيريتفا في اتحاد البوسنة والهرسك، تقع القرية على الضفة اليمنى لنهر نيريتفا. طبقا لنتائج تعداد البوسنة عام 2013 فقد كان عدد سكانها 157 نسمة.

## التركيبة السكانية

### التطور التاريخي للسكان
| 1961 | 1971 | 1981 | 1991 | 2013 |
| ---- | ---- | ---- | ---- | ---- |
| 193  | 232  | 263  | 265  | 157  |

### توزيع السكان حسب الجنسية (1991)
في عام 1991 كان عدد سكان القرية 265 وكانوا جميعا من المسلمين (البوشناق).

### المجتمع المحلي
في عام 1991 كان المجتمع المحلي للقرية يتألف من 635 نسمة موزعة على النحو التالي:

## وصلات خارجية
- Maplandia (بالإنجليزية)